# Lingue dayak di terra
Le lingue dayak di terra (In inglese Land Dayak languages)  sono un gruppo di lingue del ramo maleo-polinesiaco delle Lingue austronesiane parlate in Indonesia e Malaysia.

## Distribuzione geografica
Sono parlate dai Bidayuh, popolazioni che vivono nel Borneo, nella regione del Kalimantan, nella parte indonesiana dell'isola, e nello stato malese del Sarawak.

## Classificazione
La classificazione delle lingue dayak di terra resta in discussione, non c'è unanimità tra gli studiosi.
Per Adelaar, Ross e Blust esse formano un gruppo all'interno delle lingue maleo-polinesiache occidentali. 
Un altro punto di vista è l'analisi del 2008 dell'Austronesian Basic Vocabulary Database che stima che le lingue bekati' e le lingue bidayuh non sono così strettamente legate le une alle altre come lo sono alle lingue gran barito ed alle lingue sarawak settentrionali. In effetti, il grado di certezza calcolato, che queste lingue formino un insieme unitario, è solo del 56 %.
Secondo Ethnologue le lingue dayak di terra sono 13 e sono così classificabili::
(tra parentesi tonde il numero di lingue di ogni gruppo e la zona dove vengono parlate)
[tra parentesi quadre il codice di classificazione internazionale linguistico]
- Lingue bakati' (3) 
  - Lingua bekati' o bakati'  [bei] (Indonesia, Kalimantan)
  - Lingua rara bakati  [lra] (Malesia, Sarawak)
  - Lingua sara o sara bakati'  [sre] (Indonesia, Kalimantan)
- Lingue bidayuh (4)
  - Lingue bidayuh nucleari (3) 
    - Lingua biatah bidayuh  [bth] (Malesia, Sarawak)
    - Lingua tringgus-sembaan bidayuh  [trx] (Malesia, Sarawak)
    - Lingua bau bidayuh  [sne] (Malesia, Sarawak)

  - Lingue bidayuh orientali (1)
    - Lingua bukar-sadung bidayuh  [sdo] (Malesia, Sarawak)
- Lingue dayak di terra meridionali (4) 
  - Lingua jangkang  [djo] (Indonesia, Kalimantan)
  - Lingua kembayan  [xem] (Indonesia, Kalimantan)
  - Lingua ribun  [rir] (Indonesia, Kalimantan)
  - Lingua semandang  [sdm] (Indonesia, Kalimantan)
- Lingua benyadu'  [byd] (Indonesia, Kalimantan)
- Lingua sanggau  [scg] (Indonesia, Kalimantan)

## La questione del substrato
Alcuni linguisti hanno messo in evidenza un substrato non-austronesiano nelle lingue dayak di terra, che si ritroverebbe nelle  lingue aslian parlate dagli Orang Asli della penisola malese. Le lingue aslian appartengono ad un'altra famiglia linguistica, più precisamente al ramo môn-khmer delle lingue austroasiatiche. L'etnologo francese Bernard Sellato ha rilevato, a sua volta, che certe parole di questo substrato non-austronesiano si ritrovano anche nelle lingue dei Punan, che appartengono ad un altro ramo maleo-polinesiaco.